# Typhochrestus longisulcus
Typhochrestus longisulcus là một loài nhện trong họ Linyphiidae.
Loài này thuộc chi Typhochrestus. Typhochrestus longisulcus được miêu tả năm 2006 bởi Gnelitsa.